# Hattieville
Hattieville est une ville du district de Belize, au Belize. Elle est située à 47 km au nord-est de Belmopan et à 20 km au sud-ouest de Belize City.

## Histoire
Hattieville est fondée comme un camp de réfugiés, après le passage de l'ouragan Hattie, en 1961, pour accueillir de nombreuses personnes sans-abri de Belize City. Mais le camp devint une ville permanente.
L'Operation New Horizons (en) 2007 construit deux salles de classe supplémentaires à l'école publique de Hattieville entre le 17 mars et le 12 mai 2007,.
En 2022, la ville est touchée par l'ouragan Lisa (en) et subit des dégâts importants,.

## Démographie
Sa population s'élevait à 1 465 habitants en 2000 et 2 344 en 2010. Lors du recensement de 2022, la population s'élève à 2 184 habitants, pour 1 055 hommes et 1 129 femmes.

## Équipements
La principale prison du Belize est située à Hattieville. Anciennement présente à Belize City, la Prison centrale du Belize (en) est transférée à Hattieville en 1993.